# Michael Vejar
Michael "Mike" Laurence Vejar (Los Angeles, 25 juni 1943) is een Amerikaanse regisseur gespecialiseerd in televisieseries en televisiefilms.

## Filmografie
- 1979–1981: Fantasy Island
- 1981: The Incredible Hulk (4 afl.)
- 1981: Quincy, M.E. (seizoen 6, afl. 10)
- 1981–1982: Simon & Simon (5 afl.)
- 1981–1985: Magnum, P.I. (14 afl.)
- 1982: Tales of the Gold Monkey (seizoen 1, afl. 9)
- 1982: Bring ’Em Back Alive (seizoen 1, afl. 5)
- 1982: Strike Force (seizoen 1, afl. 19)
- 1983: Scarecrow and Mrs. King (seizoen 1, afl. 4)
- 1983: Cagney & Lacey (seizoen 2, afl. 22)
- 1983–1984: Lottery! (2 afl.)
- 1983–1985: Matt Houston (5 afl.)
- 1984: The A-Team (seizoen 2, afl. 21)
- 1984: Riptide (seizoen 2, afl. 10)
- 1984: Hot Pursuit (2 afl.)
- 1984: Hawaiian Heat (televisiefilm)
- 1985: Suburban Beat (televisiefilm)
- 1985–1986: Lady Blue
- 1986: Fame
- 1986: Crazy Like a Fox (seizoen 2, afl. 17)
- 1987: Houston Knights (seizoen 1, afl. 2)
- 1987: Spenser: For Hire (seizoen 2, afl. 18)
- 1987–1992: MacGyver (17 afl.)
- 1988: Star Trek: The Next Generation (seizoen 1, afl. 18)
- 1988: Mission: Impossible (seizoen 1, afl. 7)
- 1989: Quantum Leap, (seizoen 1, afl. 7)
- 1989: Nightingales (seizoen 1, afl. 9)
- 1990: Zorro (6 afl.)
- 1990: True Blue
- 1991: P.S.I. Luv U (seizoen 1, afl. 2)
- 1992–1993: Homefront (6 afl.)
- 1993: Walker, Texas Ranger
- 1994: Viper (seizoen 1, afl. 11)
- 1994: MacGyver: Lost Treasure of Atlantis (televisiefilm)
- 1994: Models Inc. (seizoen 1, afl. 16)
- 1994: RoboCop (5 afl.)
- 1994–1998: Babylon 5 (14 afl.)
- 1995: The X-Files (seizoen 2, afl. 21)
- 1995: New York Undercover (seizoen 1, afl. 16)
- 1995: Renegade (seizoen 3, afl. 13)
- 1995–1996: Lois & Clark: The New Adventures of Superman (2 afl.)
- 1996: The Sentinel
- 1996–1998: F/X
- 1997–1999: Star Trek: Deep Space Nine (7 afl.)
- 1997–2001: Star Trek: Voyager (13 afl.)
- 1998: Babylon 5: In the Beginning (televisiefilm)
- 1999: Babylon 5: A Call to Arms (televisiefilm)
- 1999: Crusade (4 afl.)
- 1999–2000: Seven Days
- 2001–2005: Star Trek: Enterprise (11 afl.)
- 2002: Babylon 5: The Legend of the Rangers: To Live and Die in Starlight (televisiefilm)
- 2002–2004: Jeremiah (8 afl.)
- 2003: Dead Zone
- 2004: Third Watch (seizoen 5, afl. 18)
- 2005: JAG (seizoen 10, afl. 20)